# Ole Tobias Olsen
Ole Tobias Olsen (18. srpna 1830 na farmě Bjøllånes v obci Storvoll v Dunderlandsdalen – 6. července 1924, Christiania) byl norský lektor, fotograf, žalmista, sběratel lidových melodií, varhaník, kněz, starosta a inženýr. Je známý jako otec projektu Nordlandsbanen, což je nejdelší železniční trať v Norsku mezi městy Trondheim a Bodø.

## Rodinný život
Byl synem farmáře Ole Pedersena Bjellånese (1774–1849) a Mildy Nilsdotter (1800–78). V roce 1877 se oženil s Christinou Bernhardinou Dahl (1855–1910) a měli spolu deset dětí,, včetně střelce na olympijských hrách Ole Tobiase Olsena (1878–1940), který byl starostou města Mosjøen, zoologa Ørjana Olsena (1885–1972) a geologa Anderse K. Orvina (1889–1980).

## Kariéra
Působil nejdříve jako učitel v Tromsø Seminarium v roce 1851, pak v Hadsel a roku 1855 v Oslu. Pracoval na plánování v norské národní železniční správě, rozvinul myšlenku železniční trati Nordlandsbanen, stejně jako trasy Mo i Rana-Haparanda-St. Petersburg-Peking (1881–1882).
Získal stipendium, aby mohl sbírat pohádky, legendy a lidové písně z Rana (1870), zejména Dunderlandsdalen. Ty byly publikovány v knize lidových písní Folketonar frå Nordland (1982).
Ole Tobias Olsen byl všestranným fotografem a je autorem stovek fotografií. Pořizoval fotokopie uměleckých děl i snímků jiných autorů. Sám dokumentoval život v komunitách, portrétoval muže, ženy i děti ve studiu, dělal i skupinové fotografie. Fotografoval ulice měst i krajinu.

## Galerie

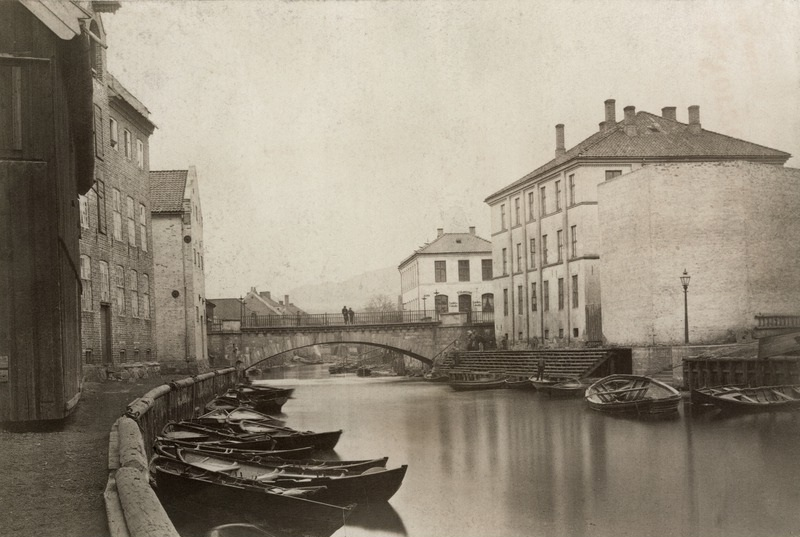
Vaterlandský most, 26. června 1865
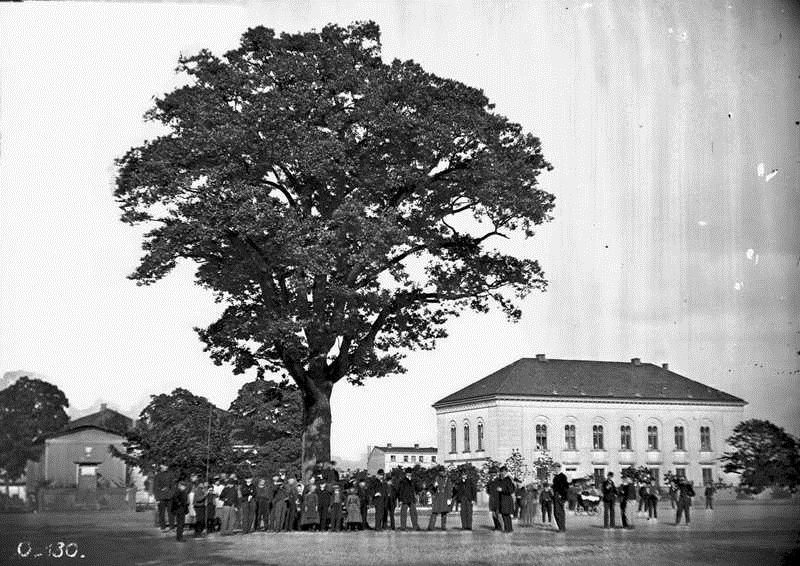
Festningsplassen a Starý Londýn, 1863–1883
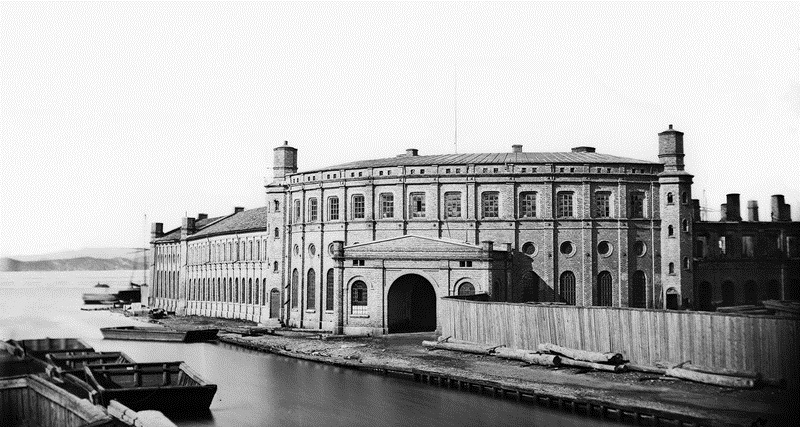
Nylandova dílna, loděnice, řeka a čluny
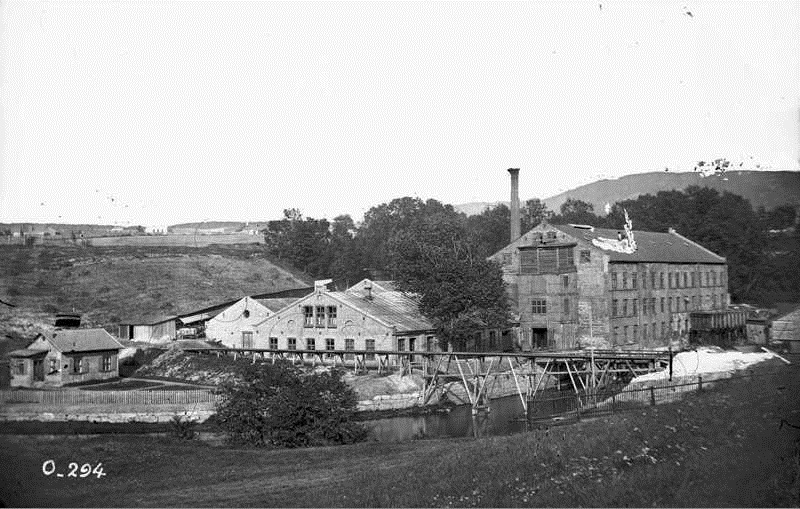
Bentse Brug, 1863–1883
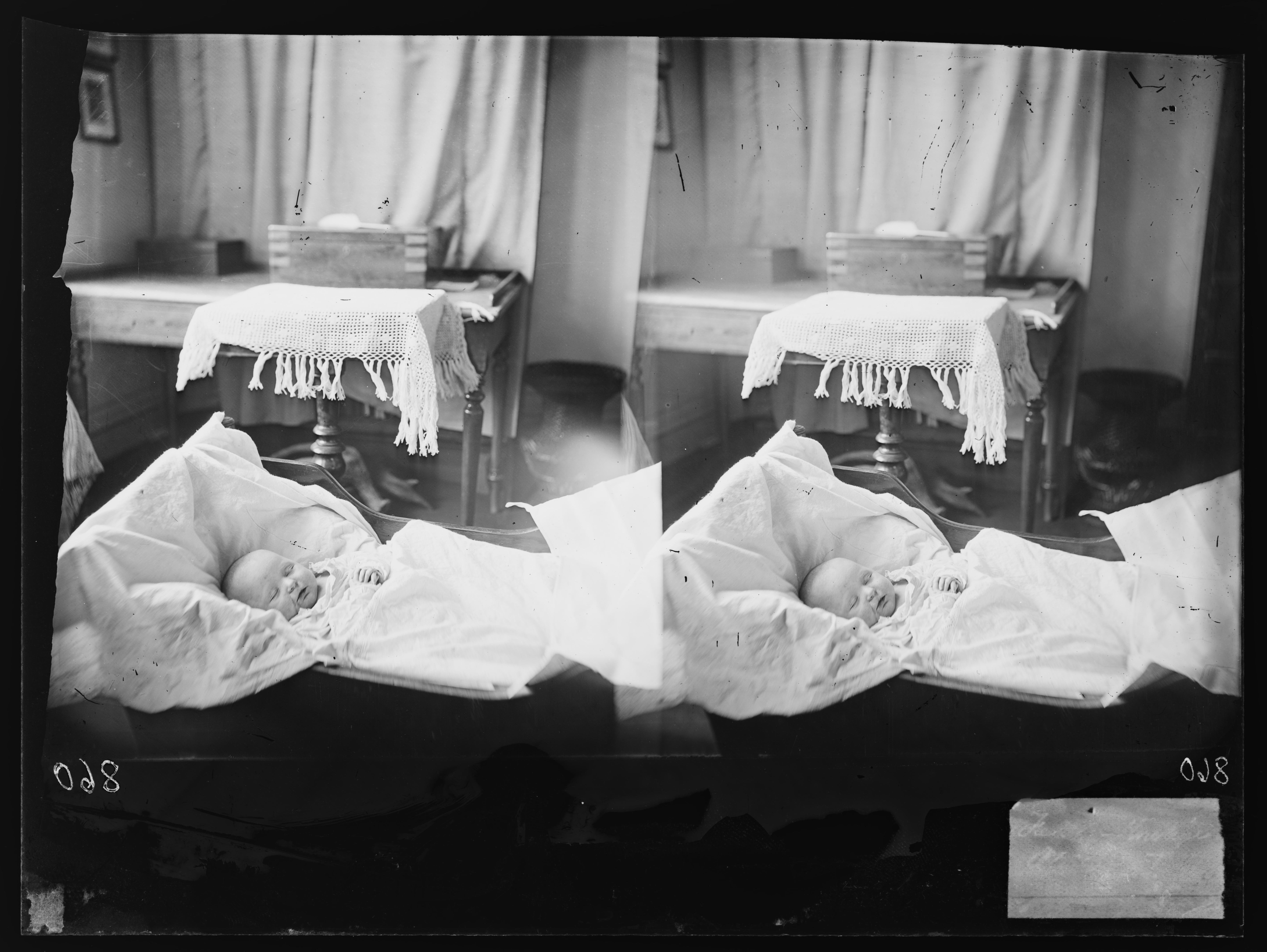
Helene Kristine Olsen, posmrtná fotografie
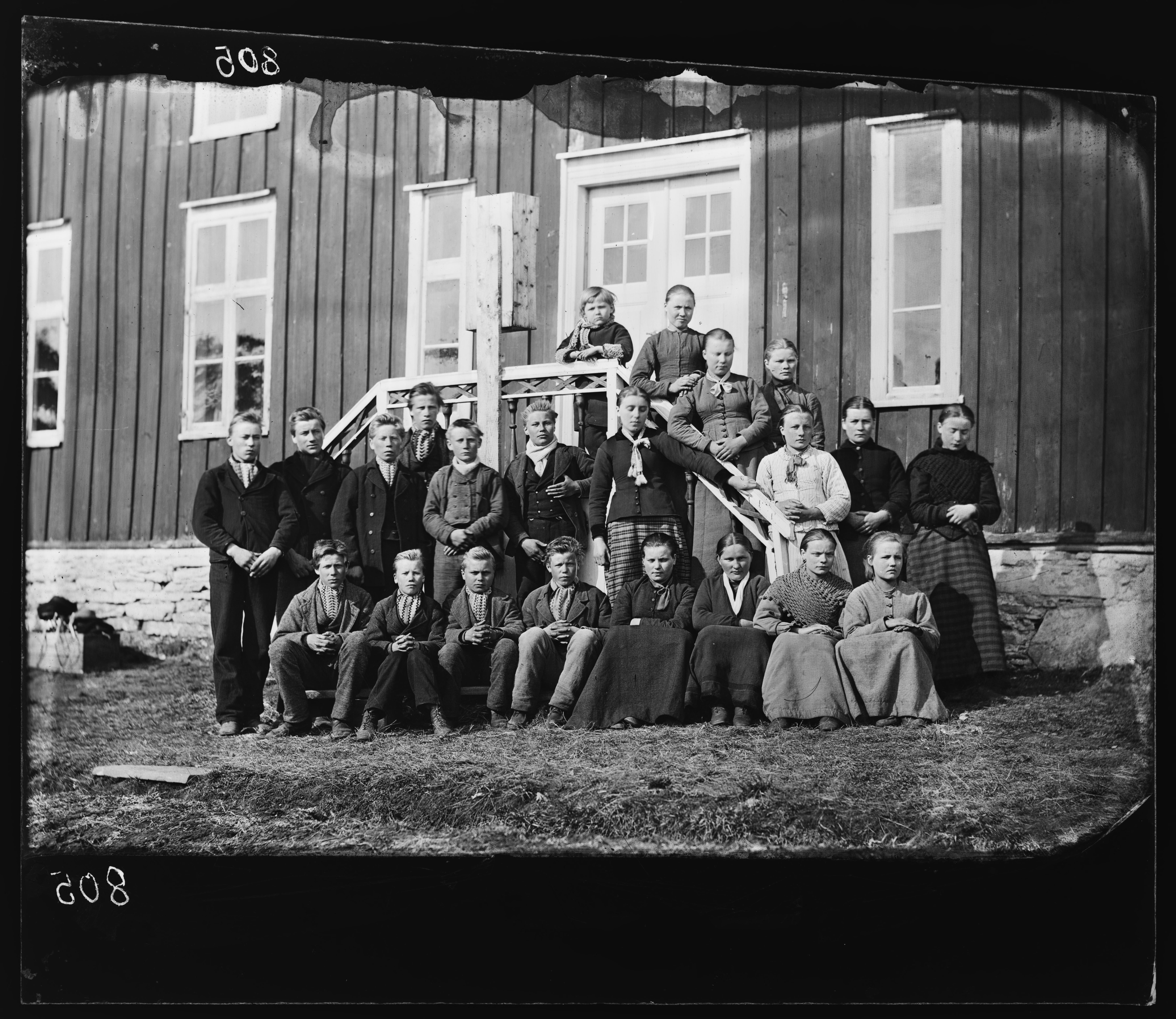
Hattfjelldal, Norsko, skupinový portrét
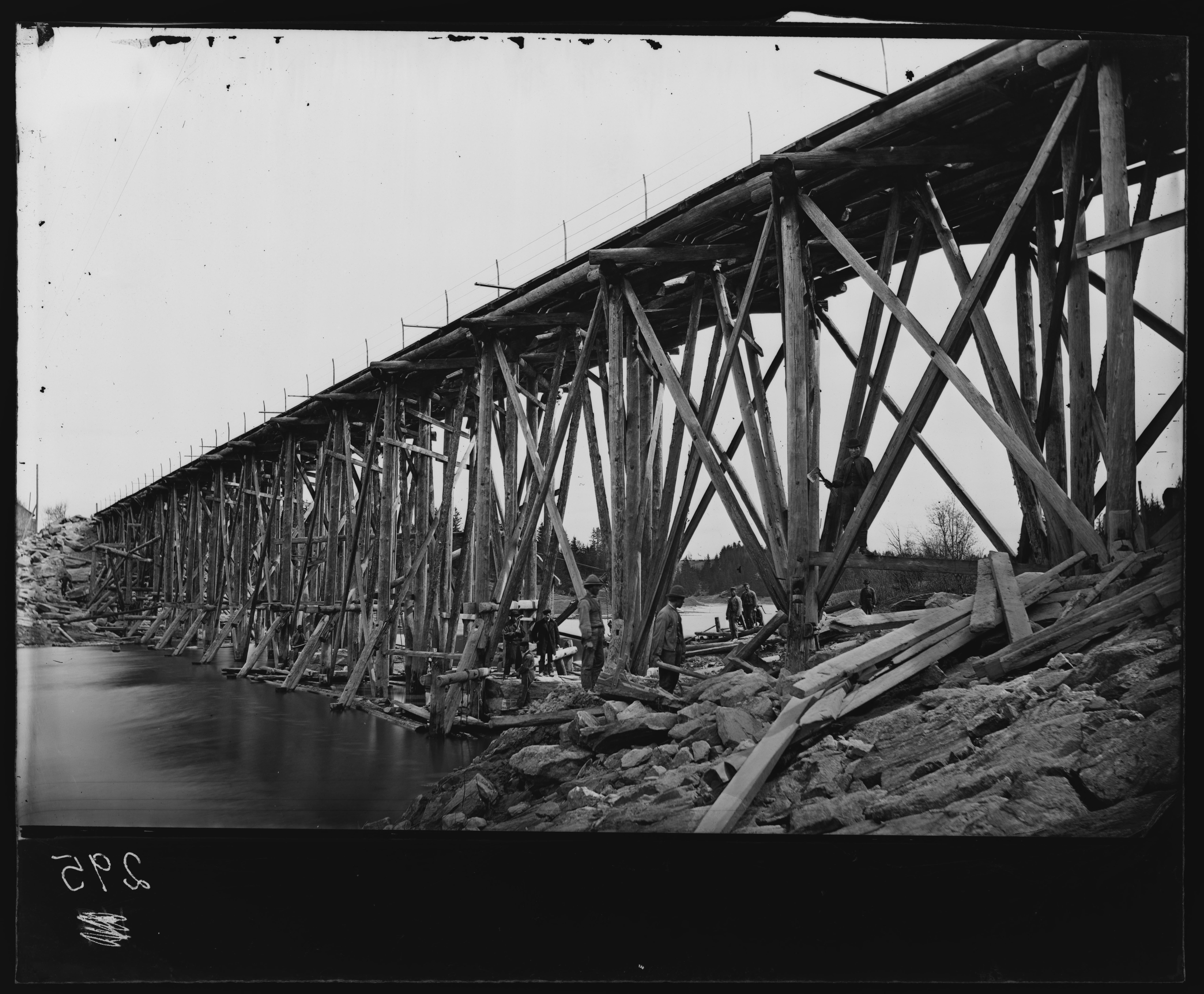
Most Fosså bru, 1860–1900
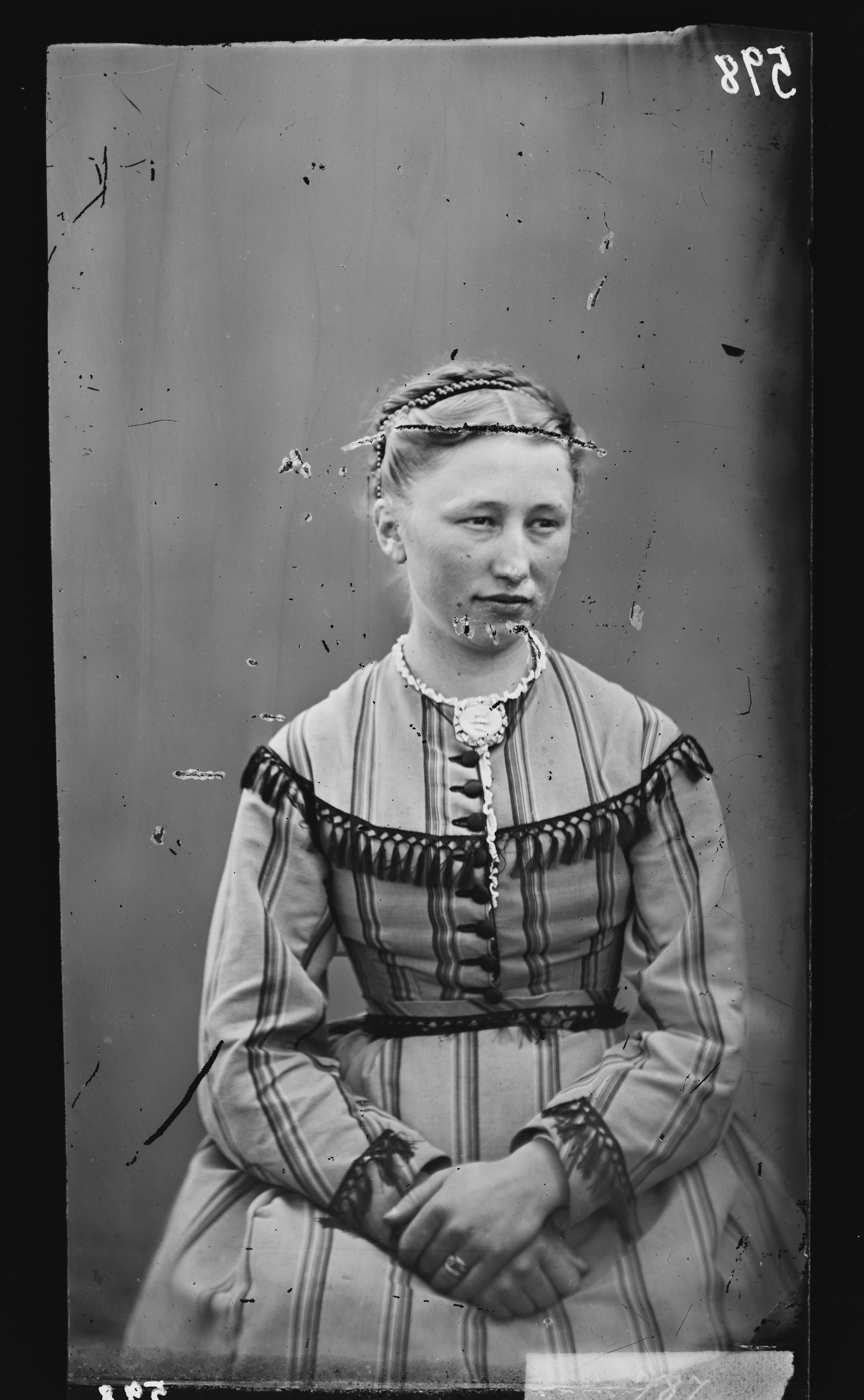
Milda D. Olsen, Bjeldaanes, 1870
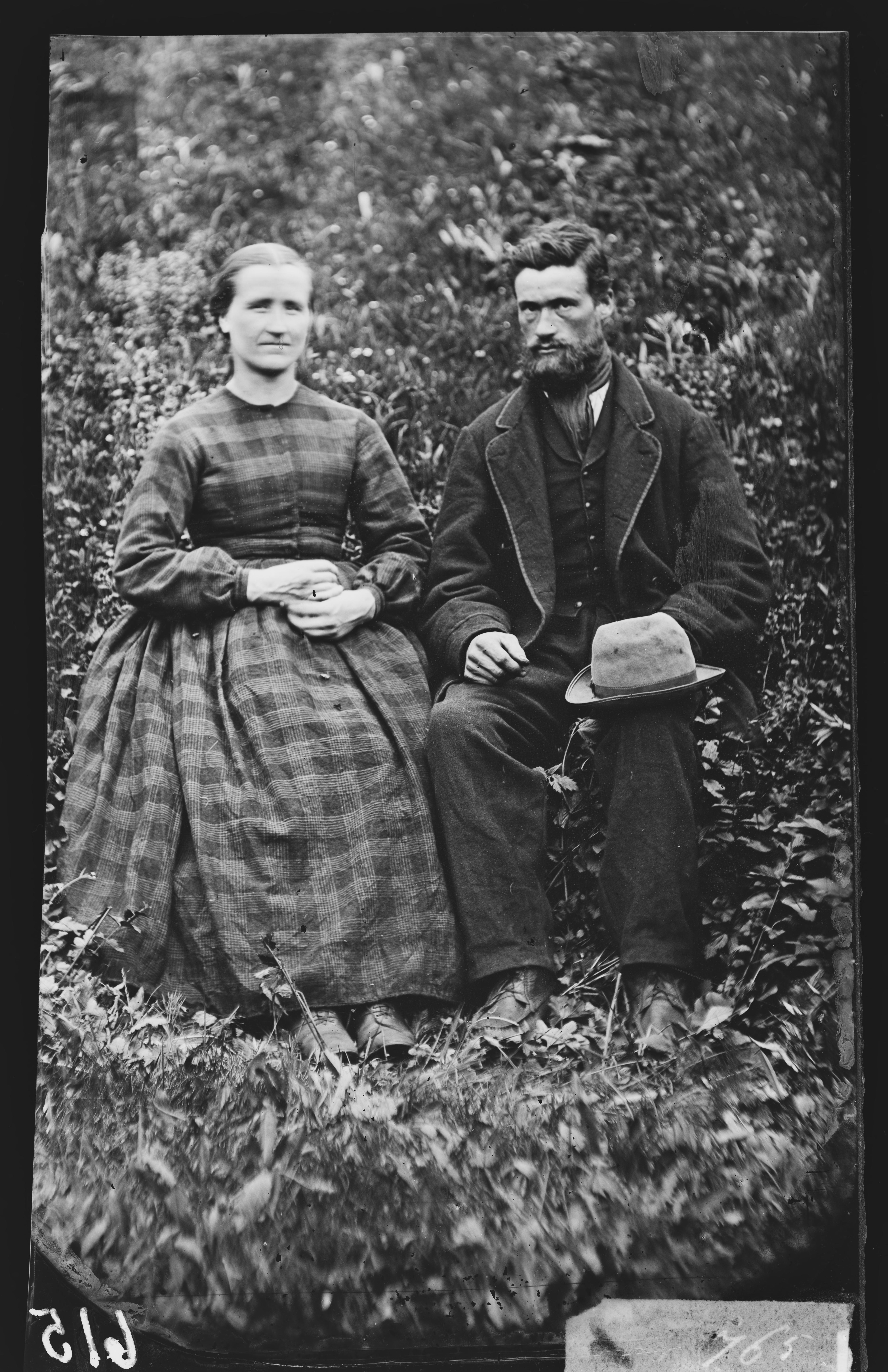
Haagen Pedersen s manželkou, Urtfjell
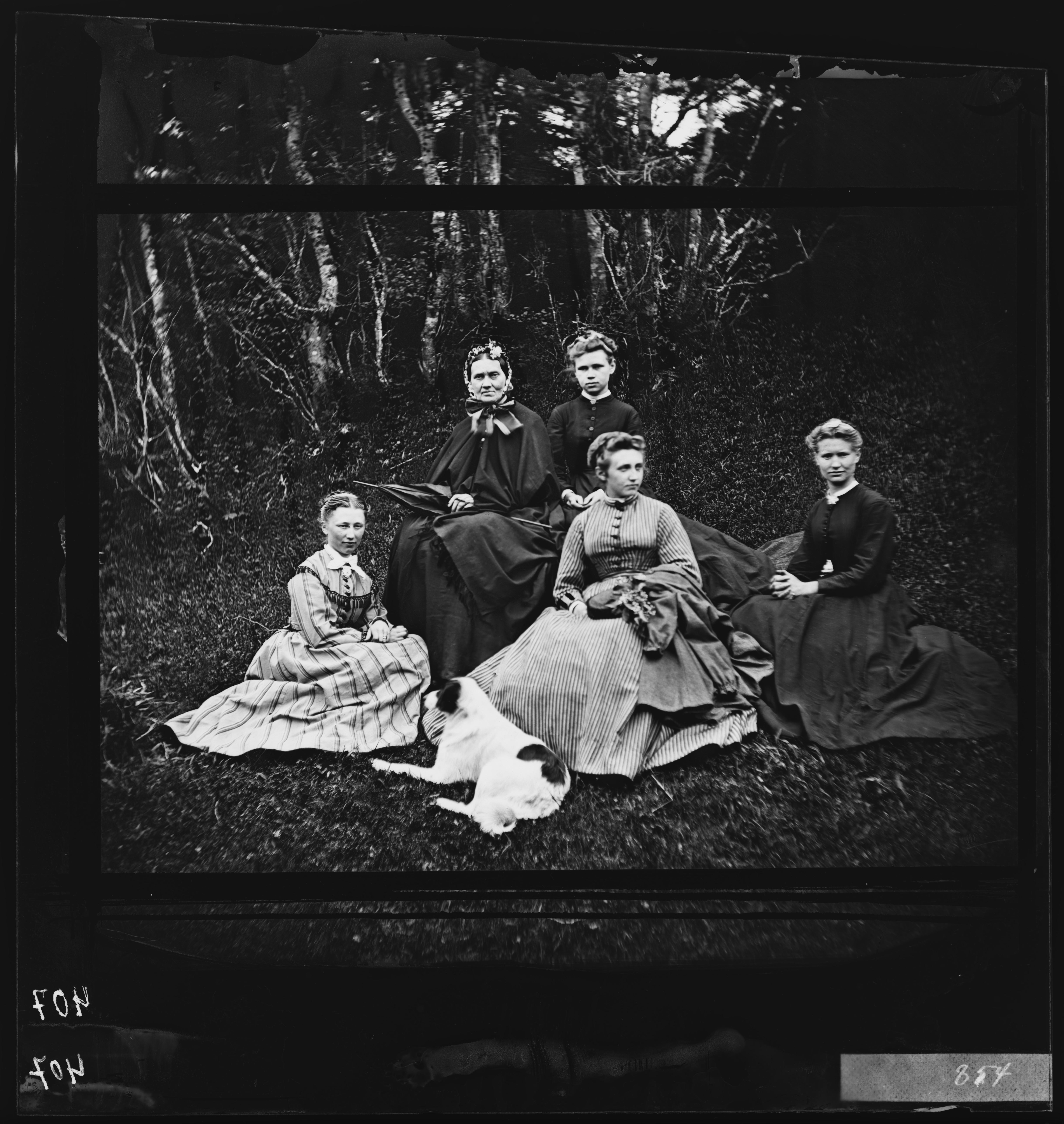
Na fotografii je poznámka: Teta Milda vlevo, a razítko: „med Dr. Ørjan Olsen-Christiania“
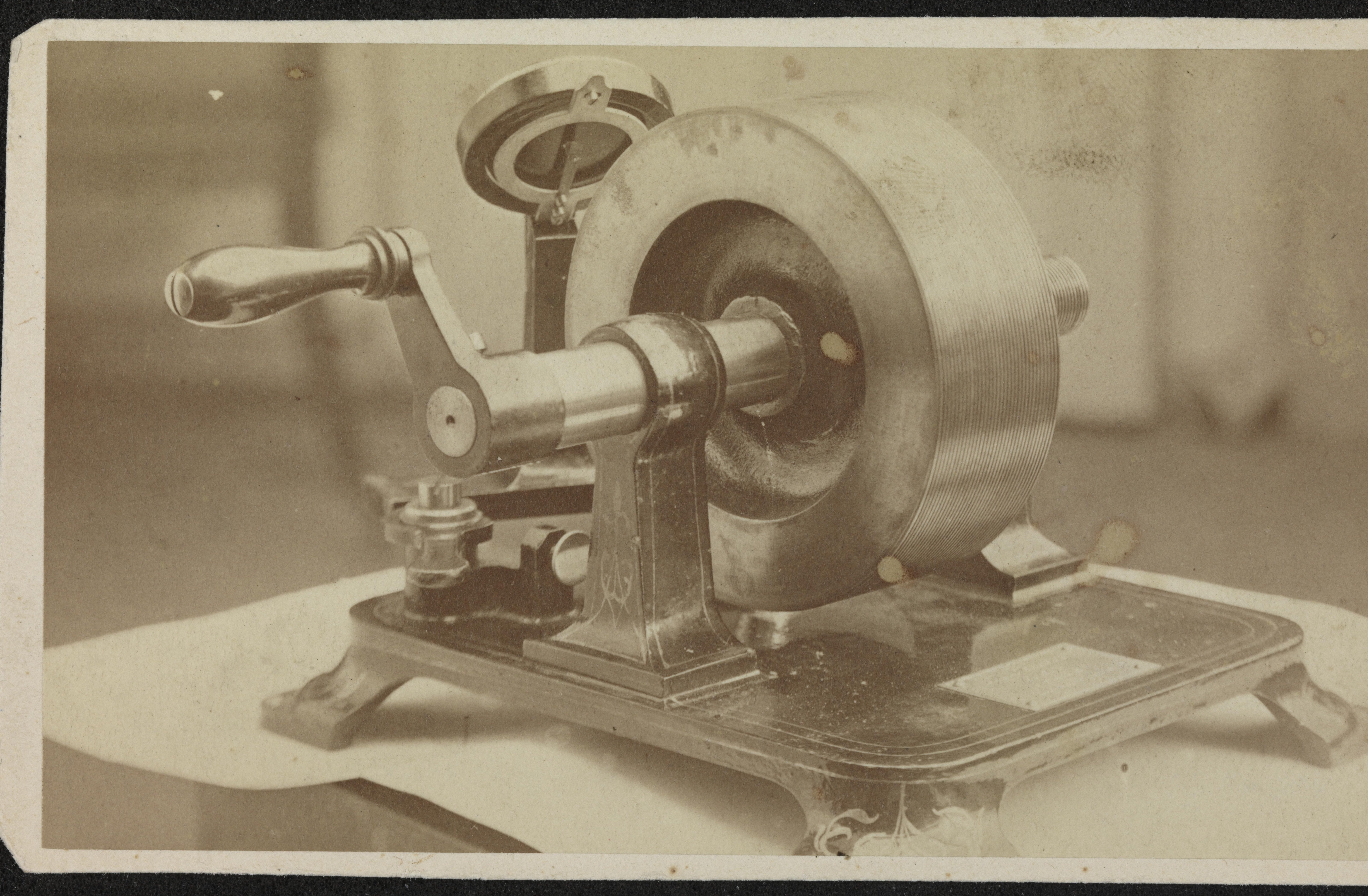
Pravděpodobně jeden z prvních norských gramofonů
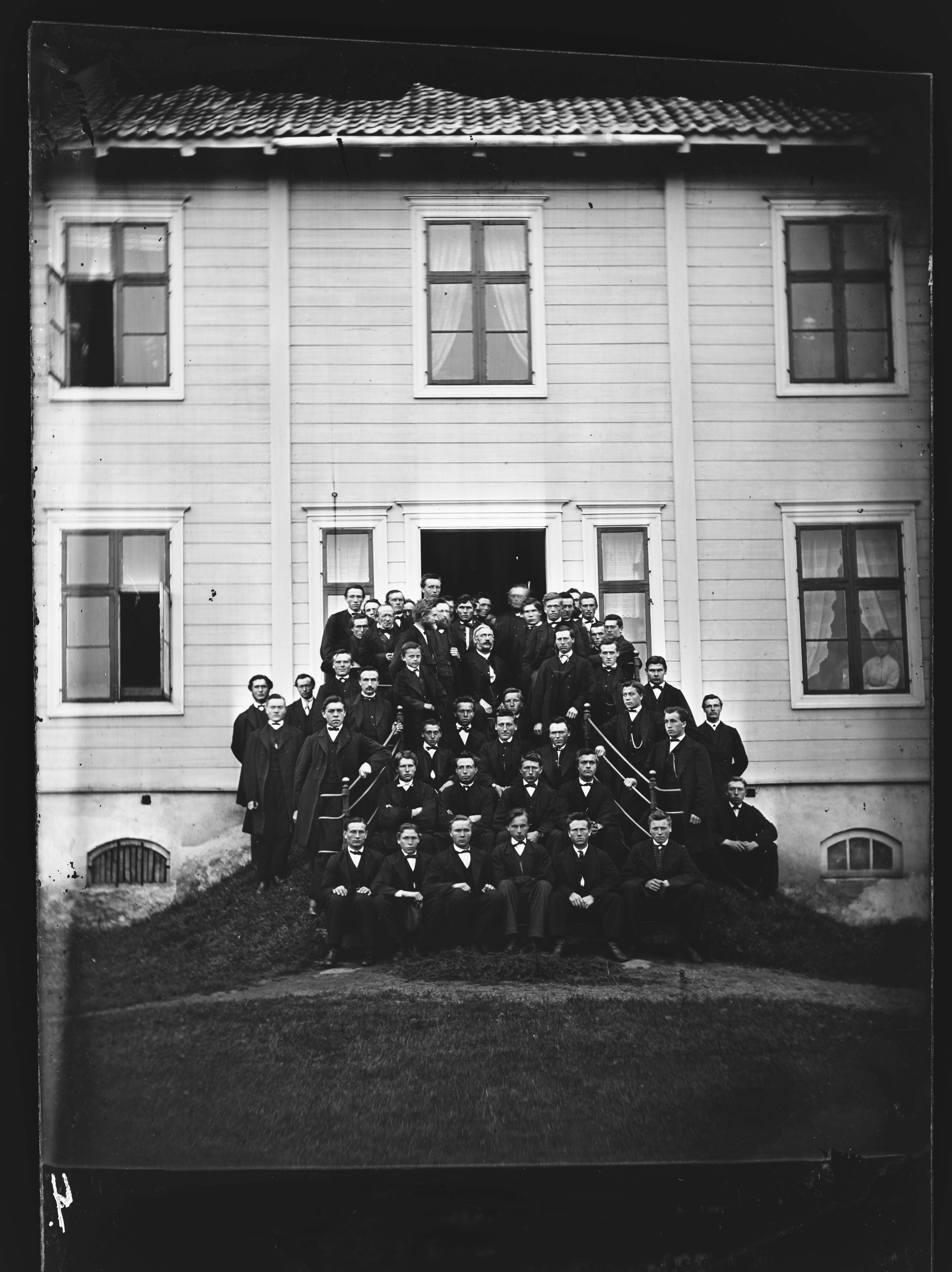
Střední zemědělská škola Jønsberg v Romedalu v obci Stange na východní straně Mjøsa ve vnitrozemí
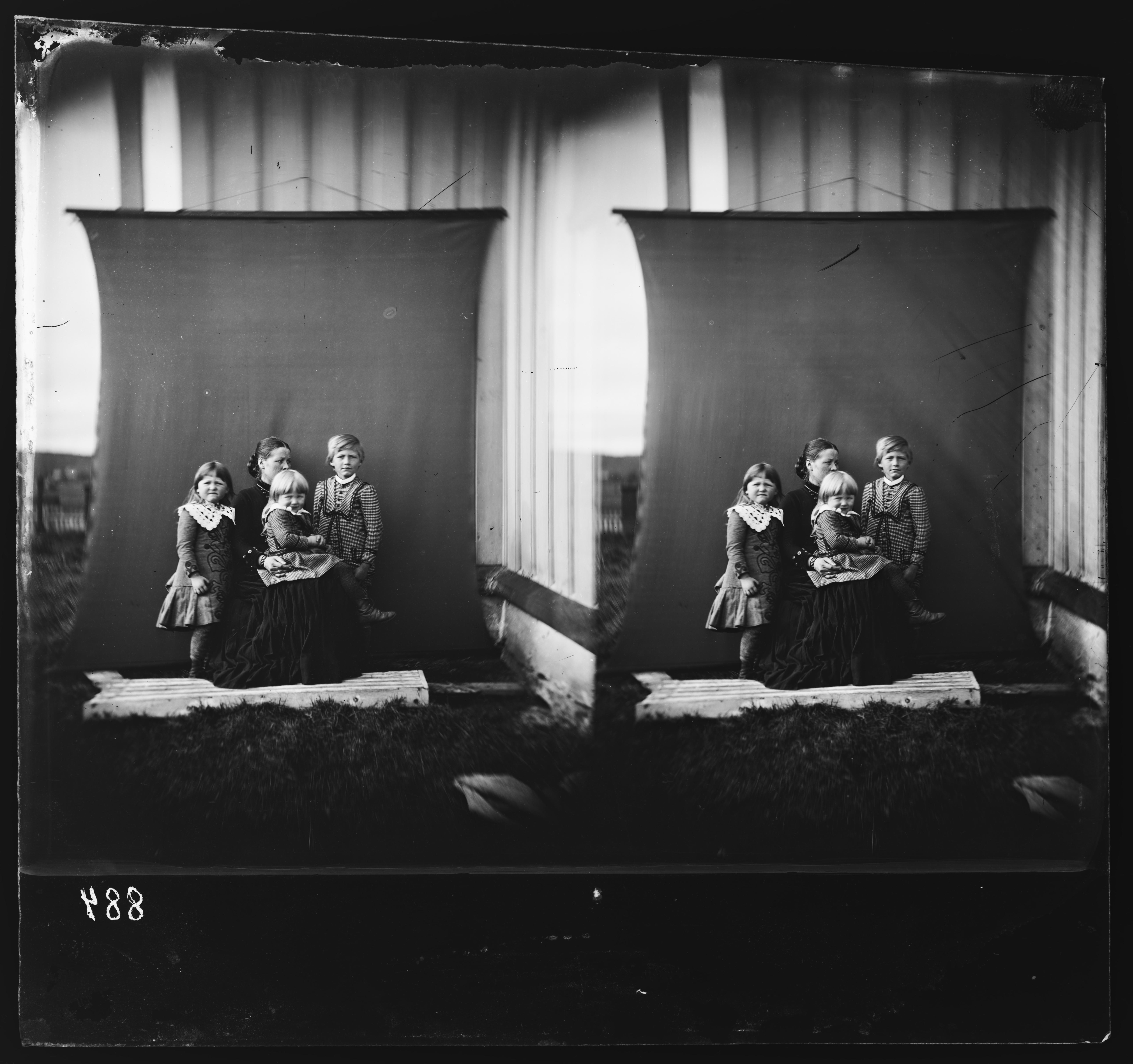
Na obrázku je jasně vidět, jak Olsen své portréty pořizoval: venku před provizorním pozadím